# هيرمان د. ألدريش
هيرمان د. ألدريش (بالإنجليزية: Herman D. Aldrich)‏ هو شخصية أعمال أمريكي، ولد في 6 يوليو 1801 في ماتيتوك في الولايات المتحدة، وتوفي في 5 أبريل 1880 في نيويورك في الولايات المتحدة.